# Южный гигантский буревестник
Ю́жный гига́нтский буреве́стник (лат. Macronectes giganteus) — очень крупная, хищная, пелагическая морская птица семейства буревестниковых (Procellariidae) отряда  буревестникообразных (Procellariiformes). Вид был впервые описан немецким врачом, ботаником и зоологом Иоганном Гмелином (1748—1804) в 1789 году по экземпляру от аргентинского острова Исла-де-лос-Эстадос в архипелаге Огненная Земля. Является одним из двух видов в роде гигантских буревестников (Macronectes) и одним из около 80 видов в семействе буревестниковых.
Обитает главным образом над акваторией Южного океана, обычен к югу от Антарктической конвергенции у самого побережья Антарктиды. Ареал вида широко пересекается с ареалом северного гигантского буревестника, но в целом несколько более смещён к югу.

## Характеристика южного гигантского буревестника

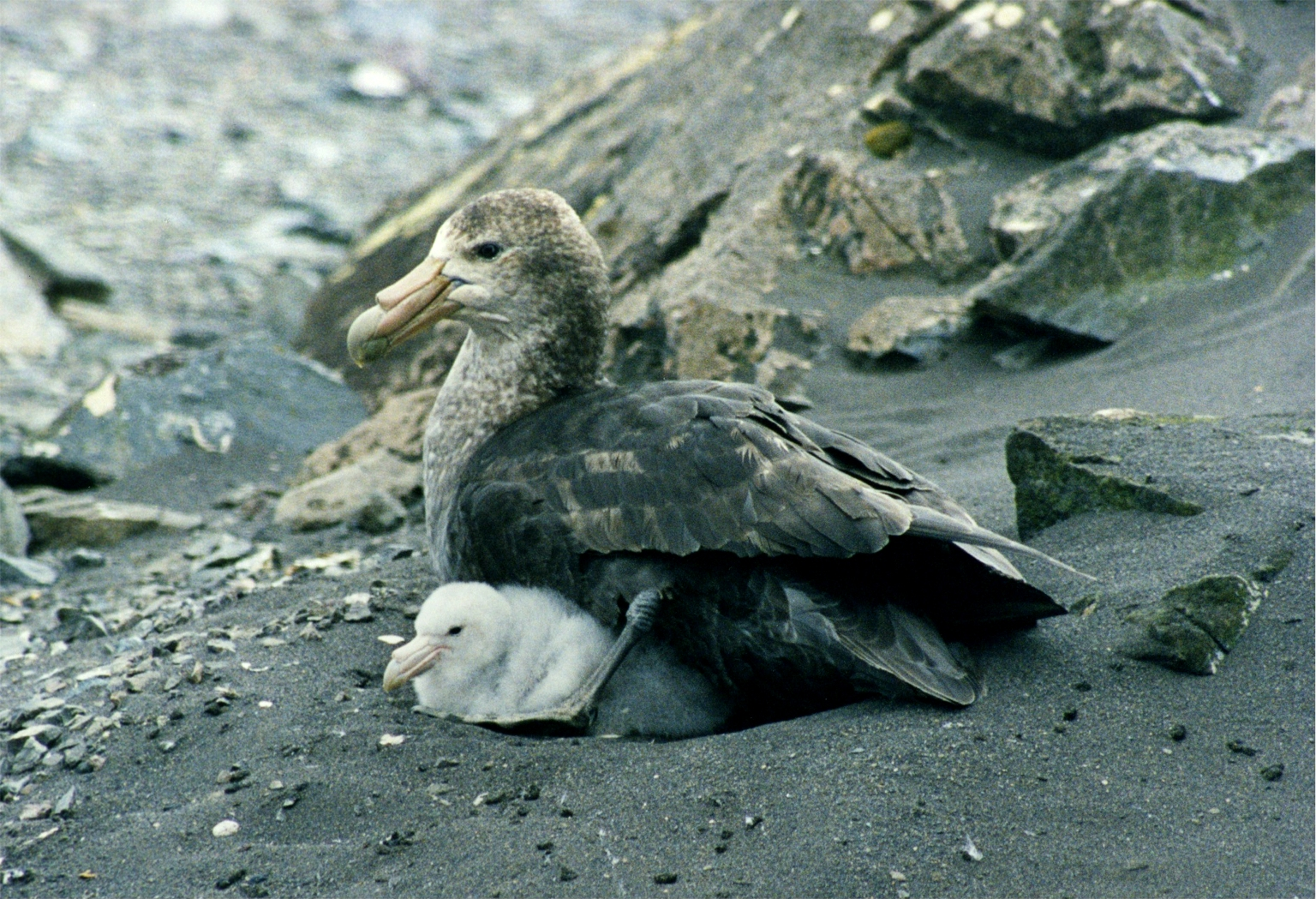
Южный гигантский буревестник (тёмная разновидность) в гнезде с птенцом

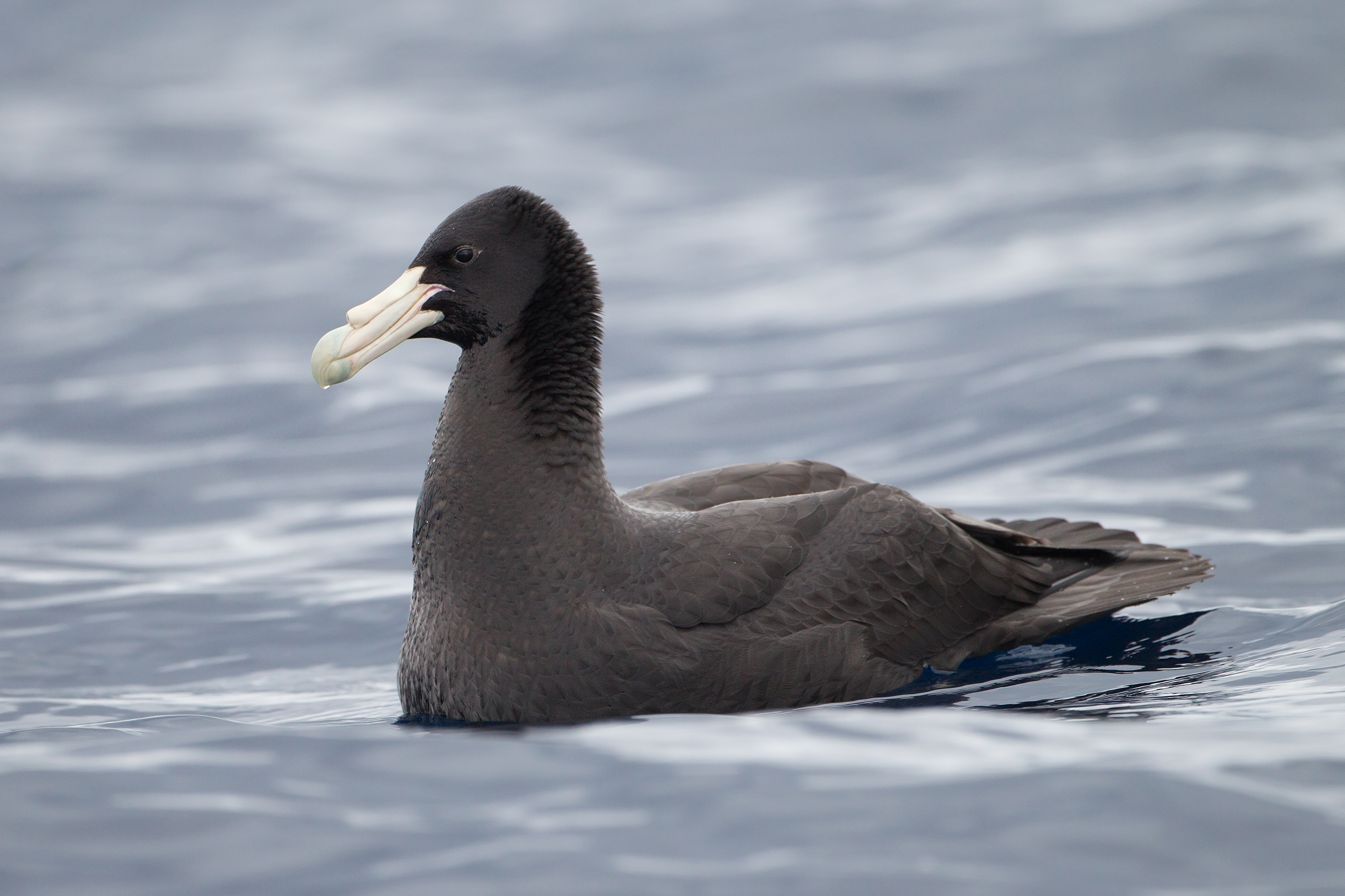
Молодые особи тёмной разновидности имеют однотонную тёмно-коричневую окраску оперения

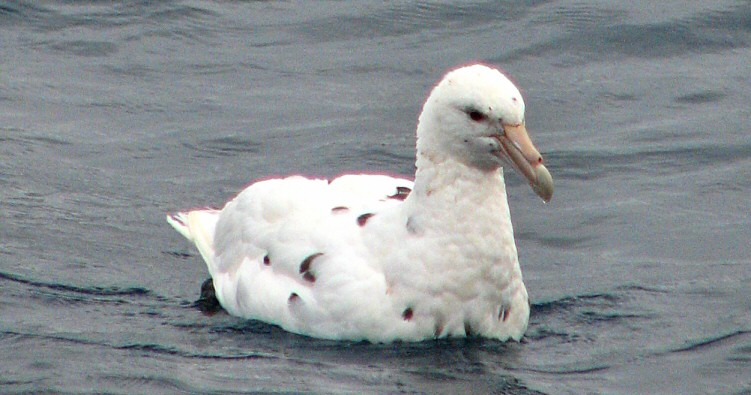
Белая разновидность южного гигантского буревестника. Для этого вида (обеих цветовых разновидностей) характерна зеленоватая окраска кончика клюва. Море Амундсена, 27 февраля 2010 г.

Наряду с северным гигантским буревестником, является самым крупным видом в семействе. Взрослые особи достигают в длину порядка 86—99 см, с размахом крыльев до 185—205 см. Весят около 2,63—5,24 кг. У птиц с побережья «австралийского сектора» Антарктиды длина клюва составляет 85—103 мм, плюсна — 88—102 мм, крыло — 500—550 мм, хвост — 187—211 мм. Клюв жёлтый, с зеленоватым кончиком. Радужная оболочка глаза тёмная — коричневая у птиц всех возрастов .
Существуют две вариации окраски птиц — более многочисленная тёмная морфа и светлая морфа, составляющая около 5 % всех птиц. У светлой разновидности оперение белое, с разбросанными по телу отдельными чёрными перьями. Оперение туловища у взрослых птиц тёмной вариации серо-коричневое, со светлыми или беловатыми головой, шеей и грудью, испещрёнными коричневыми крапинками. Неоперившиеся птенцы покрыты белым пухом. Оперившиеся птенцы и молодые птицы по окраске перьев более похожи на взрослых, однако они значительно более тёмные — с чёрным, черновато-бурым или серо-коричневым оперением. Окраска клюва некоторых молодых особей может быть бледной розовато-жёлтой, неотличимой от окраски клюва у северного гигантского буревестника. Приобретение взрослой окраски оперения и клюва у молодых птиц занимает около 7 лет.

## Распространение
Пелагический вид, встречающийся повсюду в пределах Южного океана, а также в южных частях Атлантического, Тихого и Индийского океанов, включая северное побережье Чили и Аргентины, а также юг Южной Африки и Австралии. Общая площадь ареала вида составляет около 36 000 000 км² (14 000 000 кв. миль). Гнездится на многочисленных островах в Южном океане и на побережье Антарктиды, а также на некоторых островах умеренной зоны. Наиболее крупные гнездовые популяции находятся на Фолклендских островах, острове Исла-де-лос-Естадос, Южной Георгии, Южных Оркнейских и Южных Шетландских островах, а также островах Крозе, Принс-Эдуард, Хёрд и Маккуори. Более мелкие гнездовые колонии расположены на островах Кергелен, Гоф и Тристан-да-Кунья, Диего-Рамирес, Исла-Нуар (исп. Isla Noir, юг Чили близ Огненной Земли), на мелких островках у южного побережья Аргентины в провинции Чубут, а также в четырёх оазисах в Антарктиде, включая Землю Адели.

## Образ жизни

### Питание
В отличие от других буревестников питание этого вида отличается большим разнообразием. Практически всеяден. Основу питания составляет падаль, в основном морские млекопитающие и морские птицы. В питании также присутствуют антарктический криль, кальмары, рыба, рыбные отбросы с рыболовных судов, экскременты ластоногих, свежая плацента тюленей. Кормится в открытом океане и на побережье. Разоряет гнёзда, поедая птичьи яйца. Некоторых более мелких птиц, например, капского голубя, ловит в открытом океане, топит и после этого поедает. Кормится в колониях пингвинов и других птиц (или вблизи них), поедая павших особей и нападая на живых птенцов. Регулярно сопровождает рыболовные суда, а в прошлом и китобойные суда, подбирая пищевые отходы и отходы разделки рыбы и китовых туш.
На островах Крозе является одним из основных некрофагов среди птиц. Основу питания (83 %) здесь составляют пингвины, главным образом королевский пингвин (67 %).

### Размножение
Половой зрелости достигает в возрасте шести — семи лет, однако впервые размножается обычно в возрасте 10 лет. Гнездование птиц начинается в октябре. Гнездовые колонии очень разреженные и небольшие, за исключением довольно плотных колоний на Фолклендских островах.  Гнездо, которое строится из камешков, мха и травы, представляет собой немного углублённую ямку на земле или каменистом грунте. Самка откладывает одно яйцо, которое родители насиживают в течение 55—66 дней. Выклюнувшийся птенец покрыт плотным белым пухом. Оперение птенцов происходит по прошествии 104—132 дней после рождения.